# Khairul Hafiz Jantan
Khairul Hafiz bin Jantan (Malacca, 22 luglio 1998) è un velocista malaysiano.
È detentore del record nazionale malaysiano dei 100 e 200 metri piani, rispettivamente con tempi di 10"18 e 20"90.

## Biografia
Debutta a livello internazionale ai mondiali allievi di Cali 2015, dove si ferma alle semifinali dei 100 e dei 200 metri piani, rispettivamente con tempi di 10"74 e 21"64.
La stagione successiva è quella dell'affermazione per il giovane di Malacca. Durante tutto l'anno Jantan fa registrare buoni risultati, vincendo medaglie e soprattutto abbassando in continuazione i suoi primati personali.
Dopo aver affinato la sua preparazione atletica in vari meeting in giro per l'Asia, a giugno partecipa ai campionati asiatici juniores di Ho Chi Minh 2016. Qui si conferma fra i centometristi under 20 più in forma del continente, vincendo la medaglia d'oro con il tempo di 10"36, davanti al giapponese Ippei Takeda (10"41) e al saudita Abdullah Abkar Mohammed (10"45). Nella distanza doppia ottiene invece un argento in 21"15, battuto solamente dal taiwanese Yang Chun-han (20"73). Termina i campionati aggiungendo un ulteriore argento nel suo medagliere con la staffetta 4×100 m, insieme ad Asnawi Hashim, Badrul Hisyam Abdul Manap e Muhammad Haiqal Hanafi.
Successivamente partecipa come centometrista ai mondiali under 20 di Bydgoszcz 2016, fermandosi alle semifinali con una prestazione di 10"58.
Il 27 luglio realizza allo Stadio di Sarawak il tempo di 10"18 (vento +1,1 m/s) stabilendo il nuovo primato nazionale nei 100 metri; il record precedente era stato stabilito da Watson Nyambek e resisteva dal 15 luglio 1998, una settimana prima della nascita di Jantan.
Inizia la stagione 2017 come il più veloce centometrista del sud-est asiatico del momento.  Agli inizi di luglio vola in India per partecipare ai campionati asiatici di Bhubaneswar 2017, dove supera agevolmente sia le batterie che le semifinali dei 100 metri. Accede quindi alla finale del 7 luglio, da grande favorito per l'oro, ma incappa tuttavia in una falsa partenza ed è squalificato dalla gara. Il giorno seguente coglie un quinto posto nella staffetta 4×100 metri, come ultimo frazionista di un quartetto composto oltre a lui da Nixson Anak, Jonathan Anak e Badrul Hisyam Manap.
Il 18 luglio al 94º Malaysia Open stabilisce un nuovo primato nazionale nei 200 metri piani con 20"90, in totale assenza di vento, ritoccando il precedente record di Mani Jegathesan di 20"92 risalente addirittura a Città del Messico 1968.
Nove giorni dopo, nel corso di un meeting a Ho Chi Minh, segna il primato nazionale di 39"62 nella staffetta 4×100 metri insieme ad Haiqal Hanafi, Jonathan Nyepa e Badrul Hisyam Manap.

## Record nazionali

### Seniores
- 100 metri piani: 10"18 ( Kuching, 27 luglio 2016)
- 200 metri piani: 20"90 ( Kuala Lumpur, 18 luglio 2017)
- Staffetta 4×100 metri: 39"62 ( Ho Chi Minh, 27 luglio 2017) (Haiqal Hanafi, Jonathan Nyepa, Badrul Hisyam Manap, Khairul Hafiz Jantan)

## Progressione

### 100 metri piani
| Stagione | Tempo | Luogo       | Data      | Rank. Mond. |
| -------- | ----- | ----------- | --------- | ----------- |
| 2017     | 10"24 | Bhubaneswar | 7-7-2017  |             |
| 2016     | 10"18 | Kuching     | 27-7-2016 |             |
| 2015     | 10"62 | Cali        | 15-7-2015 |             |

### 200 metri piani
| Stagione | Tempo | Luogo        | Data      | Rank. Mond. |
| -------- | ----- | ------------ | --------- | ----------- |
| 2017     | 20"90 | Kuala Lumpur | 18-7-2017 |             |
| 2016     | 21"01 | Ho Chi Minh  | 5-6-2016  |             |
| 2015     | 21"46 | Cali         | 17-7-2015 |             |

## Palmarès
| Anno | Manifestazione               | Sede        | Evento      | Risultato  | Prestazione | Note |
| ---- | ---------------------------- | ----------- | ----------- | ---------- | ----------- | ---- |
| 2015 | Mondiali allievi             | Cali        | 100 m piani | Semifinale | 10"74       |      |
| 2015 | Mondiali allievi             | Cali        | 200 m piani | Semifinale | 21"64       |      |
| 2016 | Campionati asiatici juniores | Ho Chi Minh | 100 m piani | Oro        | 10"36       |      |
| 2016 | Campionati asiatici juniores | Ho Chi Minh | 200 m piani | Argento    | 21"15       |      |
| 2016 | Campionati asiatici juniores | Ho Chi Minh | 4×100 m     | Argento    | 39"91       |      |
| 2016 | Mondiali under 20            | Bydgoszcz   | 100 m piani | Semifinale | 10"58       |      |
| 2017 | Campionati asiatici          | Bhubaneswar | 100 m piani | Finale     | dq          |      |
| 2017 | Campionati asiatici          | Bhubaneswar | 4×100 m     | 5º         | 39"98       |      |
| 2018 | Giochi del Commonwealth      | Gold Coast  | 100 m piani | Batteria   | 10"50       |      |
| 2018 | Giochi del Commonwealth      | Gold Coast  | 4×100 m     | 7º         | 39"37       |      |
| 2018 | Giochi asiatici              | Giacarta    | 100 m piani | Semifinale | 10"45       |      |
| 2018 | Giochi asiatici              | Giacarta    | 4×100 m     | Finale     | dq          |      |
| 2019 | Universiadi                  | Napoli      | 100 m piani | Batteria   | 10"70       |      |
| 2019 | Universiadi                  | Napoli      | 4×100 m     | Batteria   | 40"28       |      |
| 2023 | Campionati asiatici          | Bangkok     | 100 m piani | Semifinale | 10"50       |      |
| 2023 | Campionati asiatici          | Bangkok     | 4x100 m     | 6º         | 39"17       |      |
| 2023 | Giochi asiatici              | Hangzhou    | 100 m piani | Semifinale | 10"63       |      |
| 2023 | Giochi asiatici              | Hangzhou    | 4x100 m     | Finale     | dq          |      |
| 2025 | Campionati asiatici          | Gumi        | 100 m piani | Batteria   | 10"71       |      |